# Siennów
Siennów – wieś w Polsce położona w województwie podkarpackim, w powiecie przeworskim, w gminie Zarzecze. Leży w odległości 5 km na południowy wschód od siedziby gminy.
Miejscowość jest siedzibą rzymskokatolickiej parafii Wszystkich Świętych należącej do dekanatu Przeworsk II, w archidiecezji przemyskiej.
W latach 1975–1998 miejscowość administracyjnie należała do województwa przemyskiego.

## Części wsi
| SIMC    | Nazwa      | Rodzaj    |
| ------- | ---------- | --------- |
| 0613470 | Szwaby     | część wsi |
| 0613487 | Wańkowskie | część wsi |

## Historia
W 1390 parafię łacińską erygował kasztelan lwowski Jan Sienko. W 1449 parafię patronował kasztelan halicki Andrzej Sienko. Temu też rodowi należało by przypisać wzniesienie pierwszego tutejszego obiektu rezydencjonalno-obronnego zwanego "zamczyskiem Sienków". W XVI w. Siennów należał do Piotra Dębickiego, a następnie Piotra Gorajskiego oraz jego żony Katarzyny z Pstrokońskich. W XVII w. należał do Marii Ożarowskiej.

## Zabytki
- Drewniany kościół filialny pw. Wszystkich Świętych wzniesiony w roku 1676. W trakcie gruntownego remontu w 1869 zlikwidowano obiegające kościół soboty i dostawiono obszerną kruchtę od zach. W 1999 r. na świątynię runął pomnikowy dąb. Całkowicie rozpadł się wówczas m.in. dach prezbiterium, runął fragment wschodniej ściany szczytowej zakrystii, a zrębowe ściany kościoła odchylone zostały od pionu o blisko 1 m. Kościół został uratowany przed całkowitą zagładą dzięki natychmiastowej akcji zabezpieczającej, przeprowadzonej przez parafian. Gruntowne prace remontowe przeprowadzono jeszcze w 1999 r[7].
- pozostałości zespołu dworskiego 
  - murowana oficyna z gankiem wspartym na dwóch filarach (XVIII w.)
  - park (XVIII w.), przekomponowany na krajobrazowy w XIX stuleciu
  - pozostałości XVII-wiecznych fortyfikacji ziemnych w postaci wału o długości 112 m znajduje się we wschodniej części nieistniejącego dworu oraz fosa o długości 103 m – w jego południowej części. Północny koniec wału ziemnego posiada formę ziemną o nieregularnym obecnie kształcie, zbliżoną do owalu o średnicy ok. 20 m u podstawy.

## Urodzeni w Siennowie
- Stanisława Fleszarowa-Muskat, polska pisarka.
- Ludomir Włodzimierz Kościesza Wolski, herbu Kościesza, ps. „Mieczysław”, „Mieczysław Wolski” - Kawaler Orderu Virtuti Militari i medalem Sprawiedliwy wśród Narodów Świata[8].
- Stanisław Makowiecki, polski zapaśnik, medalista mistrzostw świata, olimpijczyk z Monachium 1972.